# Carl Bernard Bartels

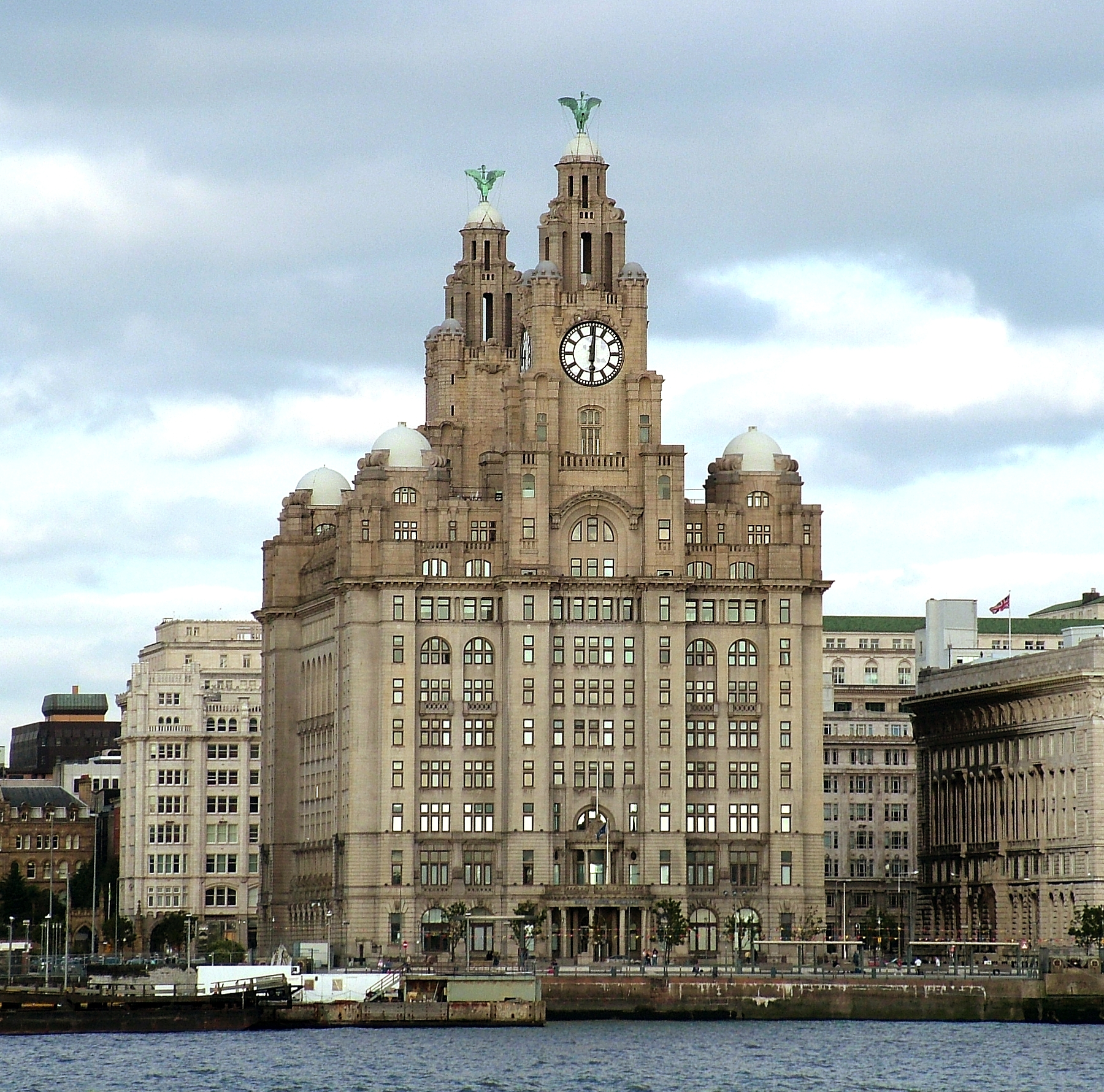
Royal Liver Building vom River Mersey mit den beiden Liver Birds

Carl Bernard Garumand Bartels (* 1866 in Stuttgart, Deutschland; † 1955 in Großbritannien) war ein deutscher Bildhauer. Er ist der Schöpfer und Konstrukteur der Liver Birds in Liverpool. Der Sohn eines Holzschnitzers aus dem Schwarzwald wurde 1866 in Stuttgart geboren. Er kam im Jahre 1887 im Alter von 21 Jahren während der Flitterwochen nach Großbritannien, und es gefiel ihm so gut, dass er beschloss, dort zu bleiben. Seine Frau und er nahmen die britische Staatsbürgerschaft an und ließen sich in London nieder, wo ihr Sohn Bernard Charles und die Tochter Maggie geboren wurden. Mittlerweile hatte sich der Vater als Holzschnitzer einen Namen gemacht.
In Liverpool wurde im Jahr 1908 mit dem Bau des Royal Liver Buildings begonnen. Bartels, der zu dieser Zeit in Harringay, London lebte und arbeitete, gewann die internationale Ausschreibung für die Gestaltung der beiden Liver Birds, kupferne Vogelfiguren, welche die Zwillingstürme des Royal Liver Buildings in Liverpool zieren sollten. Das Gebäude wurde 1911 fertiggestellt.
Während des Ersten Weltkrieges war Bartels im Knockaloe Camp auf der Isle of Man interniert, obwohl er seit über 20 Jahren ein eingebürgerter Brite war. In dieser Zeit gingen Bartels Blaupausen und die angefertigten Skizzen der Liver Birds verloren. Nach dem Krieg musste Bartels nach Deutschland zurückkehren und seine Frau in England zurücklassen.
Bartels kehrte in das Vereinigte Königreich zurück und arbeitete für Privatauftraggeber und für die Durham Cathedral. Im Zweiten Weltkrieg arbeitete er weiter. Er starb 1955 und wurde in London begraben.